# مسجد یسرلو
مسجد یسرلو مربوط به اوایل دوره قاجار است و در شهرستان همدان، بخش شراء، دهستان جیحون دشت، روستای یسرلو واقع شده و این اثر در تاریخ ۷ اسفند ۱۳۸۶ با شمارهٔ ثبت ۲۱۵۹۳ به‌عنوان یکی از آثار ملی ایران به ثبت رسیده است.